# (985) Rosina
(985) Rosina ist ein Asteroid des inneren Hauptgürtels, der am 14. Oktober 1922 vom deutschen Astronomen Karl Wilhelm Reinmuth an der Landessternwarte Heidelberg-Königstuhl bei einer Helligkeit von 13,0 mag entdeckt wurde.
Karl Reinmuth entdeckte so viele Asteroiden, dass es ihm oft schwerfiel, Namen für die nummerierten zu finden. Daher verwendete er häufig Mädchennamen aus dem Kalender „Lahrer Hinkender Bote“. Diese Namen müssen keine Verbindung zu seinen Zeitgenossen haben. (Anmerkung von I. van Houten-Groeneveld)
Die Bahn des Asteroiden besitzt eine große Exzentrizität, wodurch seine Periheldistanz (sonnennächster Punkt) zwar noch größer als das Perihel, aber kleiner als das Aphel (sonnenfernster Punkt) des Mars ist. Er wird daher zu den Marsbahngrazern gezählt. Durch die Schrägstellung der Bahn des Asteroiden gegenüber der Marsbahn und die gegeneinander verdrehten Apsidenlinien können sich die beiden Himmelskörper derzeit aber nicht näher kommen als bis auf etwa 46,0 Mio. km (0,31 AE).

## Wissenschaftliche Auswertung
Bereits im August 2002 war für (985) Rosina aus einer gemessenen Lichtkurve eine Rotationsperiode von 3,0126 h bestimmt worden. Am 19. und 22. Juli 2009 wurde der Asteroid dann am Observatorium der Grup d’Astronomia de Tiana in Spanien erneut photometrisch beobachtet und eine Rotationsperiode von 3,012 h bestimmt. Weitere Beobachtungen erfolgten am 30. und 31. Mai 2019 an der Anderson Mesa Station des Lowell-Observatoriums in Arizona. Hier wurde eine Rotationsperiode von 3,015 h abgeleitet.
Mit dem Weltraumteleskop Transiting Exoplanet Survey Satellite (TESS) konnten während dessen Durchmusterung des Südhimmels 2018 bis 2019 auch Objekte des Sonnensystems beobachtet werden. Dabei wurden auch die Lichtkurven von fast 10.000 Asteroiden aufgezeichnet. Für (985) Rosina wurde aus Messungen etwa vom 26. April bis 5. Mai 2019 eine Rotationsperiode von 3,0126 h bestimmt. Aus archivierten Daten des Asteroid Terrestrial-impact Last Alert System (ATLAS) aus dem Zeitraum 2015 bis 2018 konnte dann in einer Untersuchung von 2020 mit der Methode der konvexen Inversion für ein ellipsoidisches Gestaltmodell des Asteroiden nur eine prograde Rotation sowie eine Periode von 3,01274 h bestimmt werden.

## Asteroidenpaar
(985) Rosina bildet mit dem Asteroiden (763) Cupido ein quasi-complanares Asteroidenpaar. Sie besitzen teilweise sehr ähnliche Bahnelemente und bewegen sich nahezu in der gleichen Bahnebene, allerdings ist die Bahn von (985) Rosina etwas elliptischer und ihre Apsidenlinien sind leicht gegeneinander verdreht. (763) Cupido besitzt eine etwas kürzere Umlaufzeit um die Sonne als (985) Rosina, so dass er diese etwa alle 87 Jahre überholt. Für einen Zeitraum von sechs Jahren führen die beiden Asteroiden dann als Quasisatelliten eine Pendelbewegung umeinander aus, allerdings ohne gravitativ aneinander gebunden zu sein, bevor sie sich wieder voneinander entfernen. In den 1000 Jahren um die derzeitige Epoche herum kommen sich die beiden Körper aber nicht näher als 2,3 Mio. km.